# David Zima
David Zima (Olomouc, 8 novembre 2000) è un calciatore ceco, difensore dello Slavia Praga e della nazionale ceca.

## Biografia
David Zima è figlio dell'hockeista su ghiaccio Aleš Zima, attaccante di diverse squadre ceche oltreché della nazionale, e campione dell'Extraliga nel 1995-1996 con la maglia dell'HC Petra Vsetín.

## Caratteristiche tecniche
Difensore centrale molto arcigno e attento nelle letture difensive, nonostante la giovanissima età possiede un fisico ben strutturato che lo rende difficile da superare si dimostra anche sicuro palla al piede e abile nell'impostazione e nella costruzione dal basso, nonostante una non eccelsa velocità può essere anche schierato come terzino destro.

## Carriera

### Club
Cresciuto nel settore giovanile del Sigma Olomouc, esordisce in prima squadra il 29 ottobre 2019 in occasione del match di coppa nazionale vinto 4-0 contro il Dukla Praga. Nel febbraio 2020 viene acquistato in prestito dallo Slavia Praga, dove trova subito una posizione nell'11 titolare giocando 12 incontri di campionato. Al termine della stagione il trasferimento diventa definitivo.
Il 31 agosto 2021 viene acquistato dal Torino. Il 12 settembre 2021 esordisce nella partita di campionato Torino-Salernitana 4-0, in cui viene schierato titolare. Chiusa la sua prima stagione con 22 presenze in campionato, in cui si segnala soprattutto per l'ottima prestazione fornita sul campo del Verona, Zima segna la sua prima rete con i granata il 18 ottobre 2022, in occasione dell'incontro dei sedicesimi di Coppa Italia contro il Cittadella, in cui segna la quarta ed ultima rete del successo finale.
La stagione successiva va a segno sempre in Coppa Italia, nell'unica presenza stagionale il 2 novembre 2023, segnando il gol del provvisorio pareggio nella sconfitta interna contro il Frosinone nel quarto turno.
Il 31 gennaio 2024 fa ritorno allo Slavia Praga.

### Nazionale
Il 16 novembre 2020 ha ottenuto la sua prima convocazione in nazionale maggiore rimpiazzando l'infortunato David Hovorka in vista dell'incontro di UEFA Nations League contro la Slovacchia.
Il 24 marzo 2021 esordisce con la Rep. Ceca in occasione del successo per 2-6 in casa dell'Estonia.
Il 22 marzo 2024, alla 20ª presenza, realizza il suo primo gol per la massima selezione ceca nell'amichevole vinta 1-2 in casa della Norvegia.

## Statistiche

### Presenze e reti nei club
Statistiche aggiornate al 31 gennaio 2024.
| Stagione            | Squadra             | Campionato          | Campionato | Campionato | Coppe nazionali | Coppe nazionali | Coppe nazionali | Coppe continentali | Coppe continentali | Coppe continentali | Altre coppe | Altre coppe | Altre coppe | Totale | Totale | Totale |
| Stagione            | Squadra             | Comp                | Pres       | Reti       | Comp            | Pres            | Reti            | Comp               | Pres               | Reti               | Comp        | Pres        | Reti        | Pres   | Reti   |        |
| ------------------- | ------------------- | ------------------- | ---------- | ---------- | --------------- | --------------- | --------------- | ------------------ | ------------------ | ------------------ | ----------- | ----------- | ----------- | ------ | ------ | ------ |
| 2019-gen. 2020      | Sigma Olomouc       | 1L                  | 2          | 0          | CRC             | 1               | 0               | -                  | -                  | -                  | -           | -           | -           | 3      | 0      |        |
| gen.-giu. 2020      | Slavia Praga        | 1L                  | 12         | 1          | CRC             | 0               | 0               | -                  | -                  | -                  | -           | -           | -           | 12     | 1      |        |
| 2020-2021           | Slavia Praga        | 1L                  | 21         | 0          | CRC             | 3               | 0               | UCL+UEL            | 1+9                | 0                  | -           | -           | -           | 34     | 0      |        |
| ago. 2021           | Slavia Praga        | 1L                  | 4          | 0          | CRC             | 0               | 0               | UEL                | 2                  | 0                  | -           | -           | -           | 6      | 0      |        |
| 2021-2022           | Torino              | A                   | 20         | 0          | CI              | 0               | 0               | -                  | -                  | -                  | -           | -           | -           | 20     | 0      |        |
| 2022-2023           | Torino              | A                   | 9          | 0          | CI              | 2               | 1               | -                  | -                  | -                  | -           | -           | -           | 11     | 1      |        |
| 2023-gen. 2024      | Torino              | A                   | 5          | 0          | CI              | 1               | 1               | -                  | -                  | -                  | -           | -           | -           | 6      | 1      |        |
| Totale Torino       | Totale Torino       | Totale Torino       | 34         | 0          |                 | 3               | 2               |                    | -                  | -                  |             | -           | -           | 37     | 2      |        |
| gen.-giu. 2024      | Slavia Praga        | 1L                  | 0          | 0          | CRC             | 0               | 0               | UEL                | 0                  | 0                  | -           | -           | -           | 0      | 0      |        |
| Totale Slavia Praga | Totale Slavia Praga | Totale Slavia Praga | 37         | 1          |                 | 3               | 0               |                    | 12                 | 0                  |             | -           | -           | 52     | 1      |        |
| Totale carriera     | Totale carriera     | Totale carriera     | 73         | 1          |                 | 7               | 2               |                    | 12                 | 0                  |             | -           | -           | 92     | 3      |        |

### Cronologia presenze e reti in nazionale
| Cronologia completa delle presenze e delle reti in nazionale ― Rep. Ceca | Cronologia completa delle presenze e delle reti in nazionale ― Rep. Ceca | Cronologia completa delle presenze e delle reti in nazionale ― Rep. Ceca | Cronologia completa delle presenze e delle reti in nazionale ― Rep. Ceca | Cronologia completa delle presenze e delle reti in nazionale ― Rep. Ceca | Cronologia completa delle presenze e delle reti in nazionale ― Rep. Ceca | Cronologia completa delle presenze e delle reti in nazionale ― Rep. Ceca | Cronologia completa delle presenze e delle reti in nazionale ― Rep. Ceca |
| Data                                                                     | Città                                                                    | In casa                                                                  | Risultato                                                                | Ospiti                                                                   | Competizione                                                             | Reti                                                                     | Note                                                                     |
| ------------------------------------------------------------------------ | ------------------------------------------------------------------------ | ------------------------------------------------------------------------ | ------------------------------------------------------------------------ | ------------------------------------------------------------------------ | ------------------------------------------------------------------------ | ------------------------------------------------------------------------ | ------------------------------------------------------------------------ |
| 24-3-2021                                                                | Lublino                                                                  | Estonia                                                                  | 2 – 6                                                                    | Rep. Ceca                                                                | Qual. Mondiali 2022                                                      | -                                                                        | 85’                                                                      |
| 4-6-2021                                                                 | Bologna                                                                  | Italia                                                                   | 4 – 0                                                                    | Rep. Ceca                                                                | Amichevole                                                               | -                                                                        | 46’                                                                      |
| 11-10-2021                                                               | Kazan'                                                                   | Bielorussia                                                              | 0 – 2                                                                    | Rep. Ceca                                                                | Qual. Mondiali 2022                                                      | -                                                                        | 73’                                                                      |
| 11-11-2021                                                               | Olomouc                                                                  | Rep. Ceca                                                                | 7 – 0                                                                    | Kuwait                                                                   | Amichevole                                                               | -                                                                        |                                                                          |
| 16-11-2021                                                               | Praga                                                                    | Rep. Ceca                                                                | 2 – 0                                                                    | Estonia                                                                  | Qual. Mondiali 2022                                                      | -                                                                        |                                                                          |
| 24-3-2022                                                                | Solna                                                                    | Svezia                                                                   | 1 – 0 dts                                                                | Rep. Ceca                                                                | Qual. Mondiali 2022                                                      | -                                                                        | 71’                                                                      |
| 29-3-2022                                                                | Cardiff                                                                  | Galles                                                                   | 1 – 1                                                                    | Rep. Ceca                                                                | Amichevole                                                               | -                                                                        |                                                                          |
| 2-6-2022                                                                 | Praga                                                                    | Rep. Ceca                                                                | 2 – 1                                                                    | Svizzera                                                                 | UEFA Nations League 2022-2023 - 1º turno                                 | -                                                                        |                                                                          |
| 5-6-2022                                                                 | Praga                                                                    | Rep. Ceca                                                                | 2 – 2                                                                    | Spagna                                                                   | UEFA Nations League 2022-2023 - 1º turno                                 | -                                                                        |                                                                          |
| 9-6-2022                                                                 | Lisbona                                                                  | Portogallo                                                               | 2 – 0                                                                    | Rep. Ceca                                                                | UEFA Nations League 2022-2023 - 1º turno                                 | -                                                                        |                                                                          |
| 12-6-2022                                                                | Malaga                                                                   | Spagna                                                                   | 2 – 0                                                                    | Rep. Ceca                                                                | UEFA Nations League 2022-2023 - 1º turno                                 | -                                                                        |                                                                          |
| 24-9-2022                                                                | Praga                                                                    | Rep. Ceca                                                                | 0 – 4                                                                    | Portogallo                                                               | UEFA Nations League 2022-2023 - 1º turno                                 | -                                                                        |                                                                          |
| 27-9-2022                                                                | San Gallo                                                                | Svizzera                                                                 | 2 – 1                                                                    | Rep. Ceca                                                                | UEFA Nations League 2022-2023 - 1º turno                                 | -                                                                        |                                                                          |
| 16-11-2022                                                               | Olomouc                                                                  | Rep. Ceca                                                                | 5 – 0                                                                    | Fær Øer                                                                  | Amichevole                                                               | -                                                                        | 85’                                                                      |
| 19-11-2022                                                               | Gaziantep                                                                | Turchia                                                                  | 2 – 1                                                                    | Rep. Ceca                                                                | Amichevole                                                               | -                                                                        |                                                                          |
| 20-6-2023                                                                | Podgorica                                                                | Montenegro                                                               | 1 – 4                                                                    | Rep. Ceca                                                                | Amichevole                                                               | -                                                                        |                                                                          |
| 10-9-2023                                                                | Budapest                                                                 | Ungheria                                                                 | 1 – 1                                                                    | Rep. Ceca                                                                | Amichevole                                                               | -                                                                        |                                                                          |
| 17-11-2023                                                               | Varsavia                                                                 | Polonia                                                                  | 1 – 1                                                                    | Rep. Ceca                                                                | Qual. Euro 2024                                                          | -                                                                        |                                                                          |
| 20-11-2023                                                               | Olomouc                                                                  | Rep. Ceca                                                                | 3 – 0                                                                    | Moldavia                                                                 | Qual. Euro 2024                                                          | -                                                                        |                                                                          |
| 22-3-2024                                                                | Oslo                                                                     | Norvegia                                                                 | 1 – 2                                                                    | Rep. Ceca                                                                | Amichevole                                                               | 1                                                                        |                                                                          |
| 7-6-2024                                                                 | Grödig                                                                   | Rep. Ceca                                                                | 7 – 1                                                                    | Malta                                                                    | Amichevole                                                               | -                                                                        |                                                                          |
| 7-9-2024                                                                 | Tbilisi                                                                  | Georgia                                                                  | 4 – 1                                                                    | Rep. Ceca                                                                | UEFA Nations League 2024-2025 - 1º turno                                 | -                                                                        |                                                                          |
| 22-3-2025                                                                | Hradec Králové                                                           | Rep. Ceca                                                                | 2 – 1                                                                    | Fær Øer                                                                  | Qual. Mondiali 2026                                                      | -                                                                        | 23’                                                                      |
| 25-3-2025                                                                | Faro                                                                     | Gibilterra                                                               | 0 – 4                                                                    | Rep. Ceca                                                                | Qual. Mondiali 2026                                                      | -                                                                        |                                                                          |
| Totale                                                                   |                                                                          | Presenze                                                                 | 24                                                                       |                                                                          | Reti                                                                     | 1                                                                        |                                                                          |

## Palmarès

### Club

#### Competizioni nazionali
- Campionato ceco: 3

Slavia Praga: 2019-2020, 2020-2021, 2024-2025
- Coppa della Repubblica Ceca: 1

Slavia Praga: 2020-2021